# Fryderyk von Schaumburg-Lippe
Fryderyk Georg Wilhelm Bruno Schaumburg-Lippe (ur. 30 stycznia 1868 w Pałacu w Ratibořicach koło Nachodu, zm. 12 grudnia 1945 w Kudowie-Zdroju) – książę Schaumburg-Lippe, generał major cesarskiej i królewskiej Armii.

## Życiorys
Książę Fryderyk Schaumburg Lippe przyszedł na świat jako trzecie dziecko a drugi syn księcia Wilhelma Schaumburg-Lippe (1834–1906) i księżniczki Batyldy von Anhalt-Dessau (1837–1902), córki księcia Fryderyka Augusta von Anhalt-Dessau i jego żony księżniczki Marii Luizy von Hessen-Kassel. Miał siedmioro rodzeństwa. Najstarsza siostra Karolina została żoną ostatniego króla Wirtembergii Wilhelma II.
Po ukończeniu studiów w Akademii Wojskowej im. Marii Teresy w Wiener Neustadt w 1888 roku rozpoczął służbę wojskową, najpierw w 5 Pułku Huzarów w Kőszegu (niem. Güns), a następnie w 9 Pułku Huzarów w Sopron na Węgrzech. W trakcie służby wojskowej szybko awansował. W 1896 roku został rotmistrzem, w 1906 majorem, w 1910 podpułkownikiem, w 1913 pułkownikiem, 20 grudnia 1916 tytularnym generałem majorem, a 30 maja 1917 rzeczywistym generałem majorem. 
Po śmierci ojca w 1906 roku książę Fryderyk został drugim i ostatnim właścicielem fideikomisu, w którego skład wchodziły między innymi Nachod i Ratibořice. Swoje ziemie utracił wraz z nadejściem Armii Czerwonej. Choć nie ma na to dowodów książę oskarżany był o sprzyjanie nazistom. Mieli przez niego ucierpieć niektórzy obywatele Nachodu. Fryderyk zmarł 12 grudnia 1945 roku. Na mocy porozumienia między władzami Polski i Czech, jego ciało zostało przeniesione do Nachodu i pochowane spokojnie na starym cmentarzu wojskowym (cmentarz na białym krzyżu w Nachod), w sąsiedztwie zamku.

## Małżeństwa i rodzina
5 maja 1896 roku poślubił córkę króla Danii Fryderyka VIII, księżniczkę Luizę (1875–1906), z którą miał troje dzieci:
- Maria Luiza von Schaumburg-Lippe (ur. 10 lutego 1897; zm. 1 października 1938),

∞ 1916 książę Friedrich Sigismund von Preußen (1891–1927)
- Christian von Schaumburg-Lippe (ur. 20 lutego 1898; zm. 13 lipca 1978),

∞ 1937 księżniczka Feodora von Dänemark (1910–1975)
- Stefania von Schaumburg-Lippe (ur. 19 grudnia 1899; zm. 2 maja 1925),

∞ 1921 książę Viktor Adolf zu Bentheim und Steinfurt (1883–1961).
Po śmierci Luizy książę Fryderyk ożenił się po raz drugi. 26 maja 1909 roku poślubił księżniczkę Antoinette von Anhalt (1885–1963), córkę księcia Leopolda von Anhalt i księżniczki Elżbiety von Hessen-Kassel. Para miała dwóch synów:
- Leopold von Schaumburg-Lippe (ur. 21 lutego 1910; zm. 25 stycznia 2006),
- Wilhelm von Schaumburg-Lippe (ur. 24 sierpnia 1912; zm. 4 marca 1938).